# Blazon socialist

Emblema Republicii Populare Chineze

Un blazon socialist, cunoscut și ca blazon comunist, este o emblemă folosită ca stemă constituită după același model și acceptată de către statele comuniste. Deși sunt denumite în comun steme, multe dintre acestea nu sunt de fapt steme în sensul tradițional heraldic. 